# 教義学
教義学（きょうぎがく、英語: dogmatics, Dogmatic theology, ドイツ語: Dogmatik）は、ある宗教の教義に関する学問。ふつうキリスト教神学の一部門を指し、聖書で教えられている神についての諸真理を組織的、体系的に論述しようとする学問である。教義学は釈義神学、聖書神学、弁証学、実践神学、歴史神学などの神学諸学科の中でも中心的な位置を占め、その内容は、神論、人間論、キリスト論、救済論、教会論、終末論から成り立っている。
正教会においては定理神学と訳される。これはドグマ（dogma）が「定理」と訳されたことによる。またカトリック教会などにおいては教義神学または教理神学とも訳される。一般的にプロテスタントの用語である組織神学 (Systematic Theology) の狭義とほぼ同義とする神学者が多いが、カール・バルトなどは組織神学と区別して、教義学と呼ぶ。

## 歴史
L・F・ラインハルト(1623-1688)の『教義学概論』（1659年）で初めて、書籍の題名に教義学という名称が用いられた。それ以降、シュッドの『教義神学』、ハーマン・バーヴィンクの『改革派教義学』、ユリウス・カフタン『キリスト教教義学』、カール・バルトの『教会教義学』などによって広く用いられた。

## 教会の信条との相違点
教義学は、教会の教義の作成を目的としている。教会の信条とは以下の二点において異なる。
1. 教会の信条は簡潔であり、キリスト教にとって最も本質的な教理に限定されている。しかし、教義学はもっと、詳細に叙述されており、包括的な内容である。
2. 教会の信条は、教会会議によって公的に承認されているので権威と伝統がある。しかし、教義学はそのような権威を帯びてはない。

## 主な教義学者
- カール・バルト
- 熊野義孝